# Cần tây
Cần tây, danh pháp khoa học Apium graveolens, là một loài thực vật thuộc họ Hoa tán. Loài này được Carl von Linné mô tả khoa học đầu tiên năm 1753.

## Mô tả
Cây cao, có tuổi thọ gần 2 năm, thân mọc thẳng đứng, cao tới 1,5 m, nhưng có nhiều rãnh dọc, chia nhiều cành mọc đứng. Lá ở gốc có cuống, hình thuôn hay 3 cạnh, dạng mắt chim, tù có khóa lượn tai bèo. Lá giữa và lá ngọn không có cuống, chia 3 hoặc xẻ 3 hoặc không chia thùy. Hoa gồm nhiều tán, các tán ở đầu cành có cuống dài hơn các tán bên. Không có tổng bao, hoa nhỏ màu trắng nhạt. Quả dạng trứng, hình cầu có vạch lồi chạy dọc.
Cần tây đã trồng nhiều ở Việt Nam để làm rau ăn, rất ngon khi rau cần tây xào với thịt bò, và thường dùng kèm với món hủ tíu Nam Vang ở miền Nam VN. Cần có hai loại; có loại cần cao, lớn, mọc hoang ở ruộng lầy, các thung lũng, bìa rừng núi; mọc nhiều nhất ở các ruộng bậc thang, sình lầy ở Quảng Ngãi, Bình Định v.v.
Hiện nay, rau cần tây được xem như một loại rau sạch, thơm ngon, hợp khẩu vị. Rau cần tây thường sống và xanh tốt vào mùa rét. Rau cần tây có nhiều tác dụng tốt trong chữa bệnh huyết áp cao, lợi tiểu trong phù thũng.
Bộ phận dùng làm thuốc chủ yếu là rễ và củ, lá thân cây cần ăn uống chín như rau muống, rau cải.

## Thành phần hóa học
Rau cần tây có 90,5% nước, 1,95% hợp chất nitơ, 0,07% chất béo, xenluloza 1,15% và 1,13% tro, vitamin A, B, C, các chất khoáng như Mg, Mn, Fe, I, Cu, K, Ca và vitamin P, cholin, tyrosin, axít glutamic và khi chưng cất cho từ 2-3% tinh dầu không màu rất lỏng, mùi thơm đặc trưng. Thành phần chủ yếu của tinh dầu là carbide tecpen, d.limonen, silinen, sesquitecpen stinben, giaiacola, những lacton sednolit và anhydride secdanoit...vv

## Công dụng và liều dùng
Các nước phương Tây dùng cần tây làm thuốc lợi tiểu. Ở Trung Quốc rau cần tây dùng làm thuốc thanh giải nhiệt, giảm ho, ăn ngon, hạ huyết áp.
Rau cần tây thu hái về phơi ráo nước trong máy, để chữa bệnh cao huyết áp, sỏi nhỏ đường tiết niệu… thu toàn bộ cây, thân và lá, củ, rễ… nấu nước uống trong ngày. Rau cần tây giã nát, đắp lên chỗ da có nhọt, viêm nhiễm. Những bệnh nhân có rối loạn chức năng gan (viêm gan mạn) dùng rau cần tây rất tốt (không ăn sống).
Rau cần tây cũng được các bệnh nhân cao tuổi sử dụng hàng ngày ngoài tác dụng điều trị cao huyết áp, còn giúp cho lượng nước tiểu thông, sạch… Với những bệnh nhân tai biến mạch máu não, bất động… có thể dùng rau cần tây giã nát lấy nước uống tươi. Ngay cả bệnh nhân viêm gan mãn tính - hay xơ gan cổ trướng… viêm hệ niệu bàng quang, u xơ tuyến tiền liệt, phù thũng… dùng rau cần tây, rau cần ta cũng rất tốt.
Cần tây chứa calci, sắt, phospho, giàu protid - gấp đôi so với các loại rau khác. Cần tây còn chứa nhiều amino acid tự do, tinh dầu, mannitol, inositol, nhiều loại vitamin, giúp tăng cảm giác thèm ăn, xúc tiến tuần hoàn máu và bổ não. Cần tây tính mát, vị ngọt, tác dụng thanh nhiệt, lợi thủy, trị đàm nhiều đầy ngực, lao hạch... Thử nghiệm đã chứng minh rau cần có tác dụng giảm áp rõ rệt, thời gian duy trì tùy theo liều lượng.
Hàm lượng các chất phthalides, flavonoid và polyacetylenes có trong cần tây có công dụng chống lại các tác nhân gây ra ung thư. Bên cạnh đó, chất coumarin giúp tăng cường hoạt động của tế bào bạch cầu còn chất chống oxy hóa có thể tiêu diệt các tác nhân có hại gây bệnh.
Hợp chất lưu hoá trong cần tây có khả năng tiêu diệt rất nhiều lại vi khuẩn, trong đó có loại vi khuẩn biến đổi hình dạng liên hoàn như khuẩn sâu răng. Ăn cần tây giúp phòng chống sâu răng, hạ thấp hàm lượng coletxtêrôn, ngăn ngừa các bệnh về tim, tăng khả năng miễn dịch cho cơ thể, hạ huyết áp cao đồng thời khó tiêu, thiếu máu. Chữa cảm cúm ăn cần tây với cháo nóng (ăn sống, nấu canh, xào).
Mỗi ngày nên ăn một nửa củ cần tây. Chọn loại cần tây tươi sống là tốt nhất.

## Hình ảnh

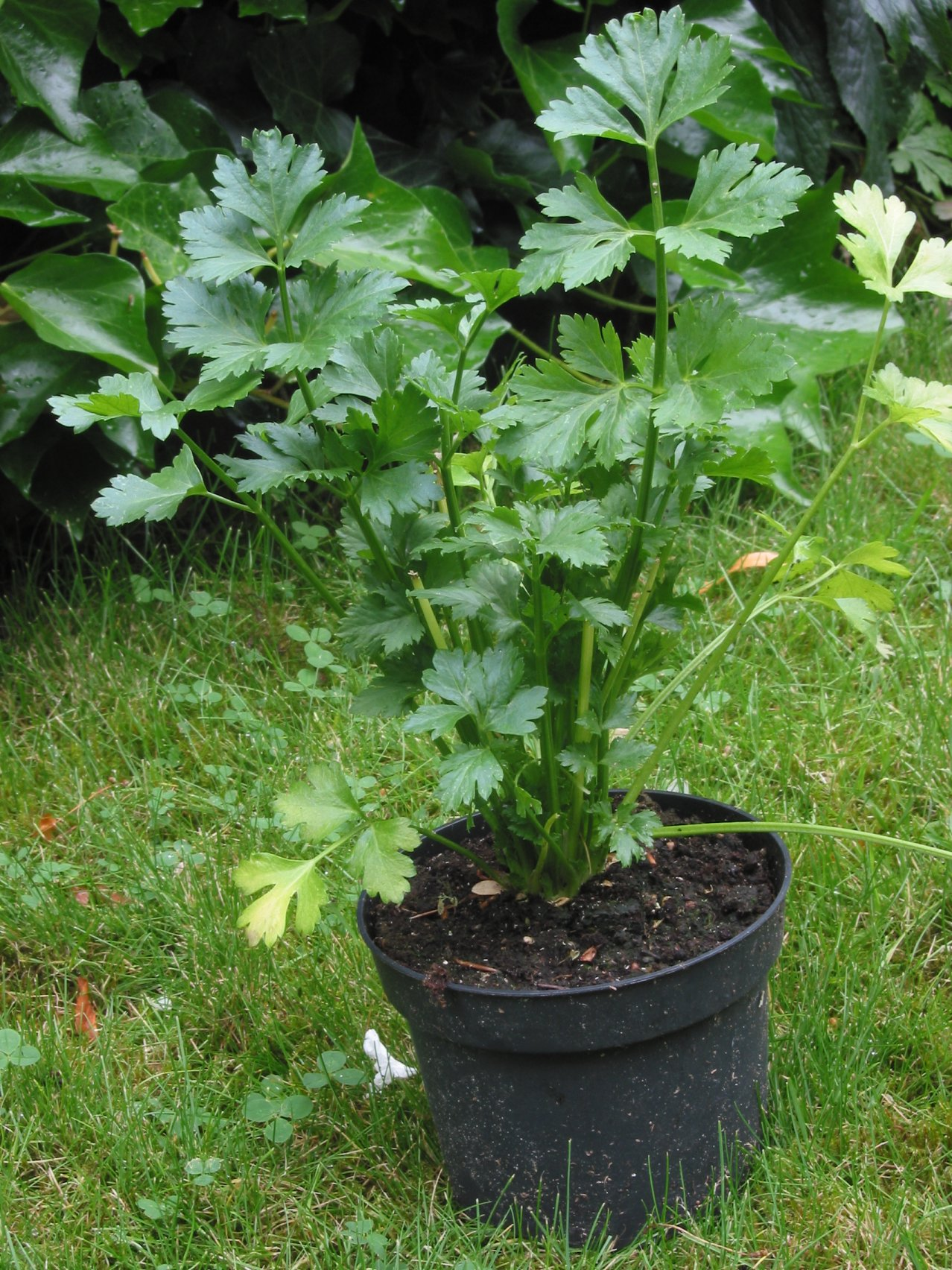
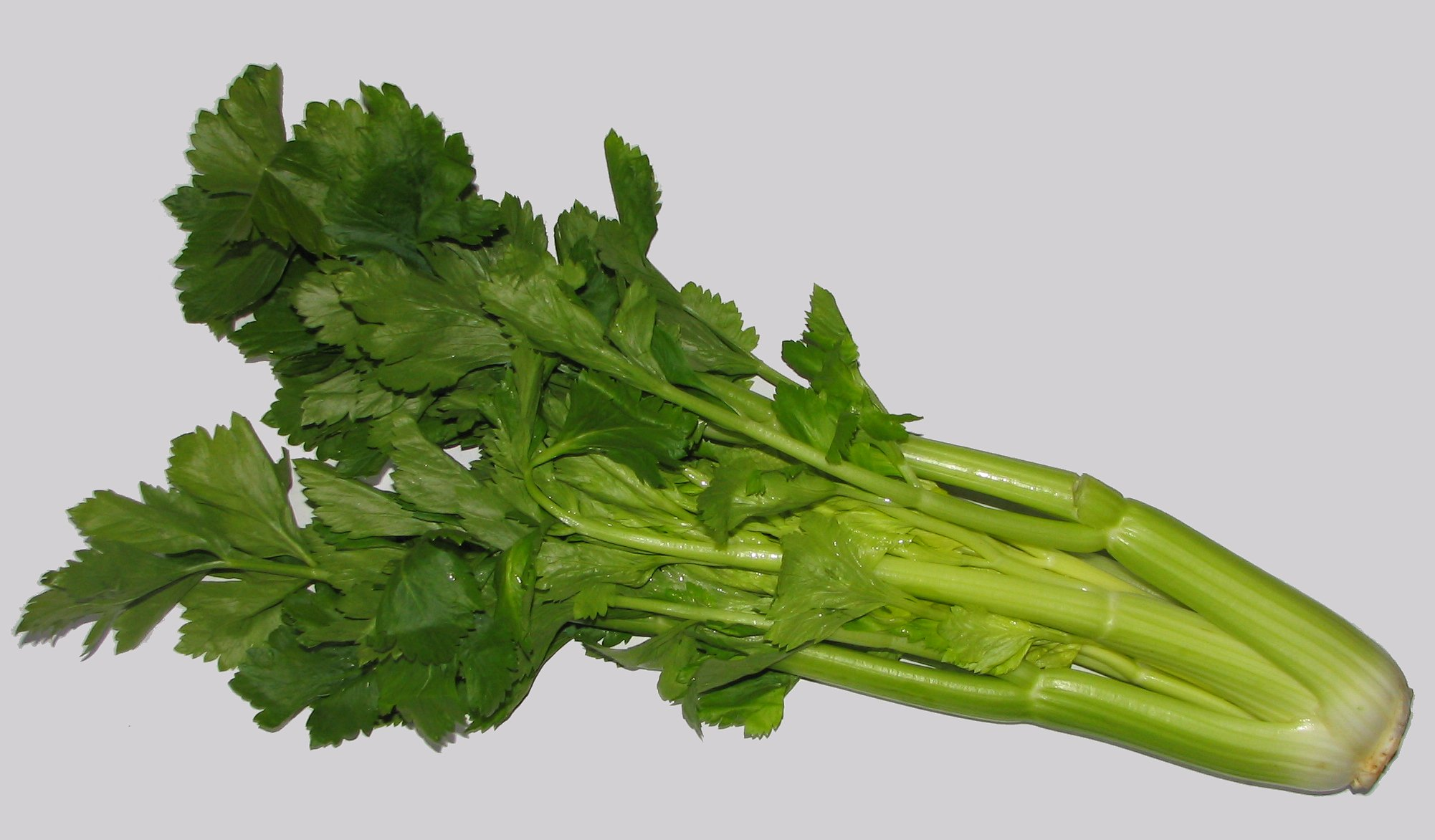
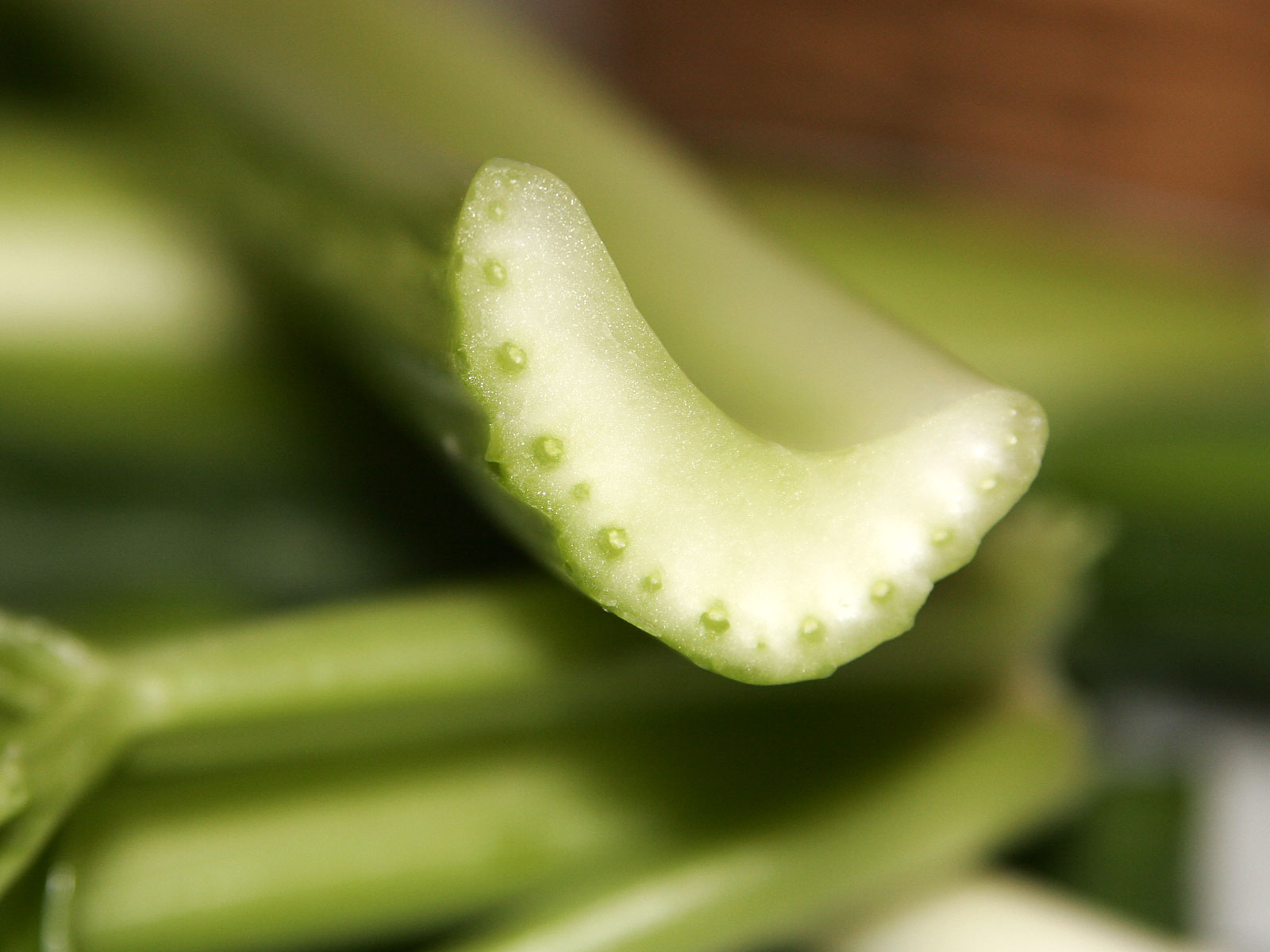
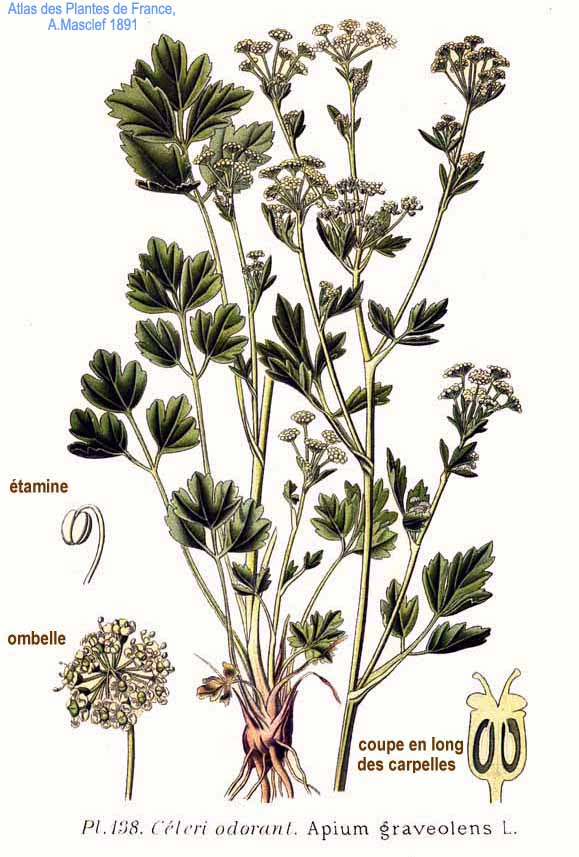
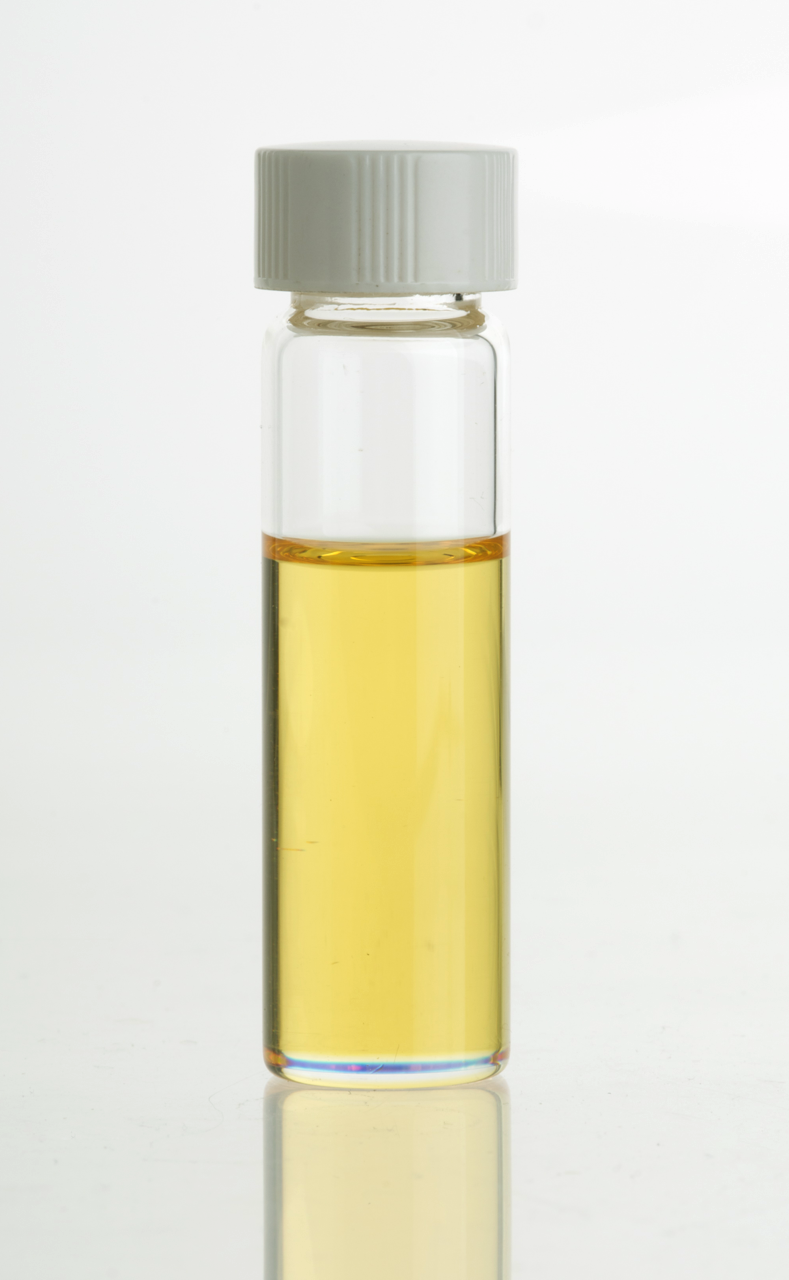